# 艾倫維爾 (密蘇里州)
艾倫維爾（英語：Allenville）是位於美國密蘇里州開普吉拉多縣的村。

## 人口
根據2020年美國人口普查的數據，艾倫維爾的面積為0.40平方千米，皆為陸地。當地共有人口95人，而人口密度為每平方千米238人。